# Abdulsalam Jumaa
Abdul Salam Al-Jubaibi Jumaa (Abu Dhabi, 26 maggio 1979) è un ex calciatore emiratino, di ruolo centrocampista.

## Palmarès

### Club
- Campionato emiratino: 3

Al-Wahda: 1998-1999, 2000-2001, 2004-2005
- Coppa dei Campioni del Golfo: 1

Al-Jazira: 2007